# Dirk Stallaert
Dirk Stallaert (Brussel, 28 december 1955) is een Belgische striptekenaar, onder meer bekend vanwege zijn medewerking aan de stripreeksen Nero (1992-2003), De Kiekeboes (2003-2005, 2020-2023) en Suske en Wiske (vanaf 2006).

## Biografie
Hij werkte als cartoontekenaar bij Knack, tekende de reeks De Strangers in de Gazet van Antwerpen, werkte voor Jean-Pol, werkte aan de reeks Nino met Hec Leemans, en had daarnaast nog vele andere opdrachten.
Als assistent van Marc Sleen tekende Stallaert sinds 1992 jarenlang de avonturen van Nero.
Hij won reeds meerdere prijzen, waaronder de Bronzen Adhemar in 1995. Het juryrapport vergeleek hem zowel met de grote Belgische striptekenaars als Hergé en Bob De Moor, als met de meesters van de Vlaamse School: Marc Sleen en Willy Vandersteen.
In 2003, na lang beraad, wegens het stopzetten van de Nero-reeks, besloot hij om een aanbod van Merho te aanvaarden en in diens De Kiekeboes-reeks als tekenaar te fungeren.
Daarnaast tekende hij verder twee gag-strips op scenario's van Urbanus: namelijk Plankgas en Plastronneke en Mieleke Melleke Mol.
Na drie jaar "Kiekeboe" verliet Stallaert eind december 2005 Merho om vanaf januari 2006 te gaan werken als tekenaar bij Studio Vandersteen. In 2005 had hij al enkele gags getekend voor de nieuwe reeks van De grappen van Lambik.
Van tijd tot tijd werkte hij ook samen met Erik Meynen, onder meer voor De Standaard, Unizo en Fedra.
In 2012 nam Stallaert even De Geverniste Vernepelingskes over van Jan Bosschaert, maar het tekenen van de reeks viel hem te zwaar. Steven Dupré nam over.
In 2018 werd hij aangesteld als tekenaar van K3 Roller Disco, in de reeks over de meisjesgroep K3.
In het najaar van 2020 verscheen in de reeks Suske en Wiske het verhaal De sonometer, getekend door Stallaert op scenario van François Corteggiani. Dit verhaal was Willy Vandersteen ooit gestart in 1959 in de Blauwe reeks, maar hij was nooit verder gekomen dan vier halve platen.